# Tine Bossuyt
Tine Bossuyt (Izegem, 10 juni 1980) is een Belgische zwemster. Haar disciplines zijn de 50 en 100m vrije slag, rugslag en vlinderslag.
Ze zwom reeds verschillende Belgische records, en mocht in 2000 naar de Olympische Spelen in Sydney.

## Belgische records

### In 50 meterbad
- 50m rugslag 29"46 (2006, Antwerpen)
- 50m vlinderslag 27"10 (2003, Zagreb)
- 4x100m aflossing vrije slag  3'48"99 (1) (2005, Antwerpen)
- 4x100m aflossing vlinderslag  4'18"49 (3) (2006, Antwerpen)

### In 25 meterbad
- 50m crawl  25"41 (2005, Triëst)
- 100m crawl 54"85 (2005, Triëst)
- 50m rugslag 28"09 (2005, Triëst)
- 100m rugslag 1'00"74 (2005, Wachtebeke)
- 50m vlinderslag 26"71 (2003, Aken)